# Лиужа
Ли́ужа (латыш. Liuža) — населённый пункт в Резекненском крае Латвии. Административный центр Кантиниекской волости. Находится на левом берегу реки Лывжанка (приток Резекне). Расстояние до города Резекне составляет около 19 км. По данным на 2018 год, в населённом пункте проживало 245 человек.

## История
В советское время населённый пункт носил название Лывжа и был центром Кантиниекского сельсовета Резекненского района. В селе располагалась центральная усадьба совхоза «Сакстагалс».